# Llista de topònims de Vilopriu
Llista de topònims (noms propis de lloc) del municipi de Vilopriu, al Baix Empordà
Informació actualitzada per un bot. Els canvis manuals es perdran quan s'actualitzi!

## casa
| imatge | Nom           | Ubicat a | instància de | Detalls                     | coordenades                                                                                 | Protecció                                  | Commons (més fotos) | Dades a WD                    |
| ------ | ------------- | -------- | ------------ | --------------------------- | ------------------------------------------------------------------------------------------- | ------------------------------------------ | ------------------- | ----------------------------- |
|        | Can Felip     | Vilopriu | casa         | Estil: arquitectura popular | 42° 06′ 06″ N, 2° 59′ 32″ E / 42.101795°N,2.992306°E ca:Camí que surt del poble, cap al sud | bé integrant del patrimoni cultural català |                     | Modifica les dades a Wikidata |
|        | Casa a Gaüses | Vilopriu | casa         | Estil: gòtic flamíger       | 42° 05′ 59″ N, 2° 57′ 53″ E / 42.099705°N,2.964781°E                                        | bé integrant del patrimoni cultural català |                     | Modifica les dades a Wikidata |

## entitat singular de població
| imatge | Nom       | Ubicat a | instància de                                                                   | Detalls | coordenades | Protecció | Commons (més fotos) | Dades a WD                    |
| ------ | --------- | -------- | ------------------------------------------------------------------------------ | ------- | --- | --------- | ------------------- | ----------------------------- |
|        | Gaüses    | Vilopriu | entitat singular de població ens local històric de Catalunya                   | 56 hab  | 42° 06′ 00″ N, 2° 57′ 54″ E / 42.09992222°N,2.965025°E 45 msnm                                                                                       |           | Gaüses              | Modifica les dades a Wikidata |
|        | Pins      | Vilopriu | entitat singular de població ens local històric de Catalunya                   | 6 hab   | 42° 06′ 38″ N, 2° 58′ 38″ E / 42.11060222413752°N,2.977255312020408°E ca:Camí que enllaça la ctra.GIV-6232 i el bari de l'Església de Gaüses 89 msnm |           | Pins (Vilopriu)     | Modifica les dades a Wikidata |
|        | Valldevià | Vilopriu | entitat singular de població                                                   | 56 hab  | 42° 07′ 23″ N, 3° 00′ 04″ E / 42.1231808389683°N,3.0009920430158°E 131 msnm                                                                          |           |                     | Modifica les dades a Wikidata |
|        | Vilopriu  | Vilopriu | entitat singular de població ens local històric de Catalunya capital municipal | 95 hab  | 42° 06′ 27″ N, 2° 59′ 40″ E / 42.1075°N,2.9944444444444445°E 89 msnm                                                                                 |           |                     | Modifica les dades a Wikidata |

## església
| imatge | Nom                     | Ubicat a | instància de    | Detalls                      | coordenades                                                                      | Protecció                                  | Commons (més fotos)           | Dades a WD                    |
| ------ | ----------------------- | -------- | --------------- | ---------------------------- | -------------------------------------------------------------------------------- | ------------------------------------------ | ----------------------------- | ----------------------------- |
|        | Ermita de Sant Roc      | Vilopriu | església ermita | Estil: arquitectura popular  | 42° 05′ 57″ N, 2° 58′ 01″ E / 42.0991°N,2.96704°E                                | bé integrant del patrimoni cultural català | Ermita de Sant Roc (Vilopriu) | Modifica les dades a Wikidata |
|        | Sant Bartomeu de Pins   | Vilopriu | església        | Estil: barroc                | 42° 06′ 39″ N, 2° 58′ 36″ E / 42.110831°N,2.976756°E ca:Pins                     | bé integrant del patrimoni cultural català | Sant Bartomeu de Pins         | Modifica les dades a Wikidata |
|        | Sant Mateu de Valldevià | Vilopriu | església        | Estil: arquitectura romànica | 42° 07′ 19″ N, 3° 00′ 07″ E / 42.1219°N,3.00188°E                                | bé integrant del patrimoni cultural català | Sant Mateu de Valldevià       | Modifica les dades a Wikidata |
|        | Sant Pere de Vilopriu   | Vilopriu | església        | Estil: barroc                | 42° 06′ 16″ N, 2° 59′ 30″ E / 42.1045°N,2.99176°E                                | bé integrant del patrimoni cultural català | Sant Pere de Vilopriu         | Modifica les dades a Wikidata |
|        | Santa Maria de Gaüses   | Vilopriu | església        | Estil: arquitectura barroca  | 42° 06′ 22″ N, 2° 57′ 58″ E / 42.1062°N,2.96619°E ca:Gaüses. Barri de l'Església | bé integrant del patrimoni cultural català | Santa Maria de Gaüses         | Modifica les dades a Wikidata |

## masia
| imatge | Nom                 | Ubicat a | instància de | Detalls                                  | coordenades                                                                   | Protecció                                  | Commons (més fotos) | Dades a WD                    |
| ------ | ------------------- | -------- | ------------ | ---------------------------------------- | ----------------------------------------------------------------------------- | ------------------------------------------ | ------------------- | ----------------------------- |
|        | Ca l'Adroguer       | Vilopriu | masia        |                                          | 42° 05′ 56″ N, 2° 57′ 50″ E / 42.0989836952479°N,2.96380419924757°E           |                                            |                     | Modifica les dades a Wikidata |
|        | Ca l'Americ         | Vilopriu | masia        |                                          | 42° 06′ 21″ N, 2° 57′ 56″ E / 42.1058111873838°N,2.96562662800751°E           |                                            |                     | Modifica les dades a Wikidata |
|        | Ca l'Anton          | Vilopriu | masia        |                                          | 42° 06′ 12″ N, 2° 59′ 28″ E / 42.1033121898899°N,2.99119534402628°E           |                                            |                     | Modifica les dades a Wikidata |
|        | Cal Correu          | Vilopriu | masia        |                                          | 42° 06′ 13″ N, 2° 59′ 35″ E / 42.1034924463101°N,2.99303365905668°E           |                                            |                     | Modifica les dades a Wikidata |
|        | Cal Déu             | Vilopriu | masia        |                                          | 42° 05′ 13″ N, 2° 58′ 40″ E / 42.0870176036999°N,2.97787308173064°E           |                                            |                     | Modifica les dades a Wikidata |
|        | Cal Ferrer          | Vilopriu | masia        |                                          | 42° 06′ 08″ N, 2° 59′ 27″ E / 42.1021143048413°N,2.99094153407414°E           |                                            |                     | Modifica les dades a Wikidata |
|        | Cal Fuster          | Vilopriu | masia        |                                          | 42° 06′ 10″ N, 2° 57′ 57″ E / 42.102703987598°N,2.9657734366358°E             |                                            |                     | Modifica les dades a Wikidata |
|        | Cal Menut           | Vilopriu | masia        | Estil: arquitectura popular              | 42° 06′ 39″ N, 2° 58′ 41″ E / 42.110727°N,2.97799°E                           | bé integrant del patrimoni cultural català |                     | Modifica les dades a Wikidata |
|        | Cal Pastor          | Vilopriu | masia        |                                          | 42° 07′ 25″ N, 2° 59′ 46″ E / 42.1235950736683°N,2.9960680965822°E            |                                            |                     | Modifica les dades a Wikidata |
|        | Cal Pessebre        | Vilopriu | masia        |                                          | 42° 06′ 40″ N, 2° 58′ 38″ E / 42.111010814295°N,2.97717528008666°E            |                                            |                     | Modifica les dades a Wikidata |
|        | Cal Rei             | Vilopriu | masia        |                                          | 42° 06′ 24″ N, 2° 59′ 37″ E / 42.106581704251°N,2.99350502308771°E            |                                            |                     | Modifica les dades a Wikidata |
|        | Cal Sorrer          | Vilopriu | masia        |                                          | 42° 06′ 35″ N, 2° 59′ 34″ E / 42.10960783557°N,2.99264593337276°E             |                                            |                     | Modifica les dades a Wikidata |
|        | Cal Sorrer          | Vilopriu | masia        |                                          | 42° 06′ 10″ N, 2° 59′ 29″ E / 42.1026547350981°N,2.99146150700606°E           |                                            |                     | Modifica les dades a Wikidata |
|        | Can Banyoles        | Vilopriu | masia        |                                          | 42° 07′ 17″ N, 3° 00′ 01″ E / 42.1213435221117°N,3.00021775924878°E 131 msnm  |                                            |                     | Modifica les dades a Wikidata |
|        | Can Baptista        | Vilopriu | masia        |                                          | 42° 06′ 10″ N, 2° 58′ 06″ E / 42.102893880275°N,2.96840987620241°E            |                                            |                     | Modifica les dades a Wikidata |
|        | Can Basses          | Vilopriu | masia        |                                          | 42° 06′ 16″ N, 2° 59′ 32″ E / 42.1045281356027°N,2.9921264552726°E            |                                            |                     | Modifica les dades a Wikidata |
|        | Can Batlle          | Vilopriu | masia        |                                          | 42° 06′ 26″ N, 2° 59′ 36″ E / 42.1071941420762°N,2.9934323903008°E            |                                            |                     | Modifica les dades a Wikidata |
|        | Can Bellapart       | Vilopriu | masia        | Anomenat per: Bellapart                  | 42° 07′ 21″ N, 2° 59′ 59″ E / 42.122604428678°N,2.99977013845782°E            |                                            |                     | Modifica les dades a Wikidata |
|        | Can Bonasc          | Vilopriu | masia        |                                          | 42° 06′ 33″ N, 2° 59′ 36″ E / 42.1092025923521°N,2.99345637384018°E           |                                            |                     | Modifica les dades a Wikidata |
|        | Can Bosquetes       | Vilopriu | masia        |                                          | 42° 06′ 38″ N, 2° 58′ 37″ E / 42.1106685070355°N,2.97687301024501°E           |                                            |                     | Modifica les dades a Wikidata |
|        | Can Bosquets        | Vilopriu | masia        |                                          | 42° 06′ 00″ N, 2° 57′ 51″ E / 42.1000646203877°N,2.96426314475315°E           |                                            |                     | Modifica les dades a Wikidata |
|        | Can Colom           | Vilopriu | masia        |                                          | 42° 06′ 05″ N, 2° 59′ 27″ E / 42.1014568278944°N,2.99091743974569°E           |                                            |                     | Modifica les dades a Wikidata |
|        | Can Costa           | Vilopriu | masia        |                                          | 42° 05′ 59″ N, 2° 57′ 52″ E / 42.0998034466926°N,2.96431166596317°E           |                                            |                     | Modifica les dades a Wikidata |
|        | Can Deri            | Vilopriu | masia        |                                          | 42° 06′ 23″ N, 2° 59′ 37″ E / 42.1063115112977°N,2.99354133529992°E           |                                            |                     | Modifica les dades a Wikidata |
|        | Can Fages           | Vilopriu | masia        |                                          | 42° 06′ 24″ N, 2° 58′ 02″ E / 42.1065952095437°N,2.96718645063737°E           |                                            |                     | Modifica les dades a Wikidata |
|        | Can Ferrer Pagès    | Vilopriu | masia        |                                          | 42° 06′ 39″ N, 2° 58′ 39″ E / 42.1108°N,2.97745°E                             |                                            |                     | Modifica les dades a Wikidata |
|        | Can Frigola         | Vilopriu | masia        |                                          | 42° 06′ 39″ N, 2° 58′ 40″ E / 42.1108758496425°N,2.97785269024306°E           |                                            |                     | Modifica les dades a Wikidata |
|        | Can Gaüsó           | Vilopriu | masia        |                                          | 42° 06′ 22″ N, 2° 58′ 01″ E / 42.1060637949362°N,2.96707787120239°E           |                                            |                     | Modifica les dades a Wikidata |
|        | Can Gou             | Vilopriu | masia        |                                          | 42° 05′ 58″ N, 2° 57′ 54″ E / 42.0995244793275°N,2.96507371840931°E           |                                            |                     | Modifica les dades a Wikidata |
|        | Can Mallorquí       | Vilopriu | masia        |                                          | 42° 05′ 12″ N, 2° 58′ 14″ E / 42.0867187539362°N,2.9705943100743°E            |                                            |                     | Modifica les dades a Wikidata |
|        | Can Met Joan        | Vilopriu | masia        |                                          | 42° 06′ 08″ N, 2° 57′ 50″ E / 42.1023251703775°N,2.96399580475035°E           |                                            |                     | Modifica les dades a Wikidata |
|        | Can Mont            | Vilopriu | masia        |                                          | 42° 06′ 14″ N, 2° 59′ 27″ E / 42.1038975919566°N,2.99092918581618°E           |                                            |                     | Modifica les dades a Wikidata |
|        | Can Mundet          | Vilopriu | masia        |                                          | 42° 06′ 24″ N, 2° 57′ 59″ E / 42.1067030245462°N,2.96627927364414°E           |                                            |                     | Modifica les dades a Wikidata |
|        | Can Muní            | Vilopriu | masia        | Estil: arquitectura popular 16th century | 42° 06′ 38″ N, 2° 58′ 39″ E / 42.110507°N,2.977494°E ca:Nucli de Pins 82 msnm | bé integrant del patrimoni cultural català | Can Muní (Vilopriu) | Modifica les dades a Wikidata |
|        | Can Paiet           | Vilopriu | masia        |                                          | 42° 06′ 04″ N, 2° 57′ 50″ E / 42.1010281879136°N,2.96385141200443°E           |                                            |                     | Modifica les dades a Wikidata |
|        | Can Pasqual         | Vilopriu | masia        |                                          | 42° 06′ 25″ N, 2° 59′ 35″ E / 42.1068158426265°N,2.99298491532488°E           |                                            |                     | Modifica les dades a Wikidata |
|        | Can Pau             | Vilopriu | masia        |                                          | 42° 06′ 20″ N, 2° 59′ 47″ E / 42.1055460868735°N,2.99649252765301°E           |                                            |                     | Modifica les dades a Wikidata |
|        | Can Pelat           | Vilopriu | masia        |                                          | 42° 06′ 40″ N, 2° 58′ 39″ E / 42.1111279868392°N,2.97762278239929°E           |                                            |                     | Modifica les dades a Wikidata |
|        | Can Poc             | Vilopriu | masia        |                                          | 42° 07′ 20″ N, 3° 00′ 07″ E / 42.1221270694056°N,3.00193566161516°E           |                                            |                     | Modifica les dades a Wikidata |
|        | Can Pou             | Vilopriu | masia        |                                          | 42° 07′ 18″ N, 3° 00′ 00″ E / 42.1216587489912°N,2.99998790220398°E           |                                            |                     | Modifica les dades a Wikidata |
|        | Can Rispau          | Vilopriu | masia        |                                          | 42° 07′ 18″ N, 3° 00′ 09″ E / 42.1217037561173°N,3.00240746310918°E           |                                            |                     | Modifica les dades a Wikidata |
|        | Can Roc             | Vilopriu | masia        |                                          | 42° 07′ 18″ N, 2° 59′ 51″ E / 42.1215326296622°N,2.99743527233254°E           |                                            |                     | Modifica les dades a Wikidata |
|        | Can Roger           | Vilopriu | masia        |                                          | 42° 06′ 16″ N, 2° 59′ 29″ E / 42.1045731250324°N,2.99152172234143°E           |                                            |                     | Modifica les dades a Wikidata |
|        | Can Seculi          | Vilopriu | masia        |                                          | 42° 06′ 10″ N, 2° 57′ 50″ E / 42.1026853658666°N,2.96378999976948°E           |                                            |                     | Modifica les dades a Wikidata |
|        | Can Senderi         | Vilopriu | masia        |                                          | 42° 06′ 30″ N, 2° 59′ 37″ E / 42.1084100254723°N,2.99354112228755°E           |                                            |                     | Modifica les dades a Wikidata |
|        | Can Sunyer          | Vilopriu | masia        |                                          | 42° 05′ 58″ N, 2° 57′ 50″ E / 42.0993440127132°N,2.9639853976381°E            |                                            |                     | Modifica les dades a Wikidata |
|        | Can Tassa           | Vilopriu | masia        |                                          | 42° 07′ 25″ N, 3° 00′ 00″ E / 42.1235230892326°N,2.99993950924665°E           |                                            |                     | Modifica les dades a Wikidata |
|        | Can Torres          | Vilopriu | masia        |                                          | 42° 07′ 20″ N, 3° 00′ 02″ E / 42.1223252268378°N,3.00055650444836°E           |                                            |                     | Modifica les dades a Wikidata |
|        | Can Trull           | Vilopriu | masia        |                                          | 42° 06′ 02″ N, 2° 57′ 55″ E / 42.1004252108594°N,2.9653392868141°E            |                                            |                     | Modifica les dades a Wikidata |
|        | Can Verdeguer       | Vilopriu | masia        |                                          | 42° 07′ 19″ N, 3° 00′ 02″ E / 42.1219469549296°N,3.00054440328743°E           |                                            |                     | Modifica les dades a Wikidata |
|        | Can Vila            | Vilopriu | masia        |                                          | 42° 06′ 25″ N, 2° 58′ 00″ E / 42.1069102835669°N,2.96665410853879°E           |                                            |                     | Modifica les dades a Wikidata |
|        | Can Viroia          | Vilopriu | masia        |                                          | 42° 06′ 27″ N, 2° 59′ 37″ E / 42.1075724232311°N,2.99357749266433°E           |                                            |                     | Modifica les dades a Wikidata |
|        | Can Xacó            | Vilopriu | masia        |                                          | 42° 07′ 19″ N, 2° 59′ 52″ E / 42.121838858532°N,2.9978586840424°E             |                                            |                     | Modifica les dades a Wikidata |
|        | Can Xico            | Vilopriu | masia        |                                          | 42° 07′ 19″ N, 2° 59′ 58″ E / 42.1218118581633°N,2.99954028264494°E           |                                            |                     | Modifica les dades a Wikidata |
|        | Mas Baró            | Vilopriu | masia        | Estil: arquitectura popular 16th century | 42° 05′ 59″ N, 2° 57′ 58″ E / 42.099651°N,2.966075°E ca:Gaüses 52 msnm        | bé integrant del patrimoni cultural català | Can Torres (Gaüses) | Modifica les dades a Wikidata |
|        | Mas Falgueres       | Vilopriu | masia        |                                          | 42° 07′ 10″ N, 3° 01′ 02″ E / 42.1193698268046°N,3.01711776525482°E           |                                            |                     | Modifica les dades a Wikidata |
|        | Mas Garriga         | Vilopriu | masia        |                                          | 42° 05′ 57″ N, 2° 59′ 04″ E / 42.0990694230606°N,2.98455659870464°E           |                                            |                     | Modifica les dades a Wikidata |
|        | Mas Ginebró         | Vilopriu | masia        |                                          | 42° 06′ 19″ N, 2° 59′ 55″ E / 42.1053840145726°N,2.99857282523163°E           |                                            |                     | Modifica les dades a Wikidata |
|        | Mas Solà            | Vilopriu | masia        |                                          | 42° 06′ 28″ N, 2° 57′ 41″ E / 42.1077371950887°N,2.96128342925999°E           |                                            |                     | Modifica les dades a Wikidata |
|        | Mas de la Quintana  | Vilopriu | masia        |                                          | 42° 07′ 52″ N, 3° 00′ 30″ E / 42.1310611986227°N,3.00834871365938°E           |                                            |                     | Modifica les dades a Wikidata |
|        | Mas del Cabo        | Vilopriu | masia        |                                          | 42° 07′ 13″ N, 3° 00′ 05″ E / 42.1203077702462°N,3.00128233913678°E           |                                            |                     | Modifica les dades a Wikidata |
|        | Mas dels Barbellons | Vilopriu | masia        |                                          | 42° 08′ 23″ N, 3° 00′ 09″ E / 42.139800719064°N,3.0025016052133°E             |                                            |                     | Modifica les dades a Wikidata |
|        | el Ferrer           | Vilopriu | masia        |                                          | 42° 06′ 26″ N, 2° 59′ 35″ E / 42.1073202028606°N,2.99292438437264°E           |                                            |                     | Modifica les dades a Wikidata |
|        | els Estudis         | Vilopriu | masia        |                                          | 42° 06′ 08″ N, 2° 57′ 57″ E / 42.1022806638245°N,2.96571319374738°E           |                                            |                     | Modifica les dades a Wikidata |
|        | l'Almoina           | Vilopriu | masia        |                                          | 42° 06′ 00″ N, 2° 58′ 10″ E / 42.0999850505567°N,2.96941509506267°E           |                                            |                     | Modifica les dades a Wikidata |
|        | la Barraca          | Vilopriu | masia        |                                          | 42° 07′ 18″ N, 3° 00′ 12″ E / 42.1216136687324°N,3.00331479375624°E           |                                            |                     | Modifica les dades a Wikidata |
|        | la Casa Nova        | Vilopriu | masia        |                                          | 42° 06′ 36″ N, 2° 59′ 36″ E / 42.1099501230776°N,2.99331115012511°E           |                                            |                     | Modifica les dades a Wikidata |

## muntanya
| imatge | Nom                | Ubicat a | instància de | Detalls | coordenades                                                         | Protecció | Commons (més fotos) | Dades a WD                    |
| ------ | ------------------ | -------- | ------------ | ------- | ------------------------------------------------------------------- | --------- | ------------------- | ----------------------------- |
|        | Puig d'en Mallol   | Vilopriu | muntanya     |         | 42° 06′ 29″ N, 3° 00′ 12″ E / 42.108°N,3.00346°E 138.7 msnm         |           |                     | Modifica les dades a Wikidata |
|        | Puig de Montalegre | Vilopriu | muntanya     |         | 42° 05′ 58″ N, 2° 59′ 52″ E / 42.09930556°N,2.99788889°E 114.2 msnm |           |                     | Modifica les dades a Wikidata |
|        | Puig de Valldevià  | Vilopriu | muntanya     |         | 42° 07′ 12″ N, 2° 59′ 49″ E / 42.12011111°N,2.99707778°E 165.3 msnm |           |                     | Modifica les dades a Wikidata |
|        | Puig de la Font    | Vilopriu | muntanya     |         | 42° 06′ 02″ N, 2° 59′ 57″ E / 42.1005°N,2.99903°E 114.2 msnm        |           |                     | Modifica les dades a Wikidata |

## Misc
| imatge | Nom                                         | Ubicat a                           | instància de      | Detalls                 | coordenades                                                                            | Protecció                                            | Commons (més fotos) | Dades a WD                    |
| ------ | ------------------------------------------- | ---------------------------------- | ----------------- | ----------------------- | -------------------------------------------------------------------------------------- | ---------------------------------------------------- | ------------------- | ----------------------------- |
|        | Castell de Valldevià                        | Vilopriu                           | casa forta        | 15th century            | 42° 07′ 23″ N, 2° 59′ 56″ E / 42.122975°N,2.998883°E ca:Al nucli de Valldevià 145 msnm | bé d'interès cultural bé cultural d'interès nacional |                     | Modifica les dades a Wikidata |
|        | Castell de Vilopriu                         | Vilopriu                           | castell           | 15th century            | 42° 06′ 16″ N, 2° 59′ 31″ E / 42.104364°N,2.992039°E ca:Plaça Major 73 msnm            | bé d'interès cultural bé cultural d'interès nacional | Castell de Vilopriu | Modifica les dades a Wikidata |
|        | Granges Colom                               | Vilopriu                           | granja            |                         | 42° 06′ 34″ N, 2° 59′ 57″ E / 42.1093558856684°N,2.99908074531154°E                    |                                                      |                     | Modifica les dades a Wikidata |
|        | Molí d'en Felip                             | Vilopriu                           | molí d'aigua      |                         | 42° 05′ 36″ N, 2° 59′ 04″ E / 42.0933052316029°N,2.98440079583068°E 31 msnm            |                                                      |                     | Modifica les dades a Wikidata |
|        | Serra del Mig                               | Colomers Garrigoles Jafre Vilopriu | serra             | Llarg: 1.8km            | 42° 05′ 34″ N, 3° 00′ 08″ E / 42.0927°N,3.00229°E 84.5 msnm                            |                                                      |                     | Modifica les dades a Wikidata |
|        | Valdevia                                    | Vilopriu                           | vèrtex geodèsic   | Alt: 1.2m               | 42° 07′ 12″ N, 2° 59′ 49″ E / 42.120056°N,2.996998°E 172.885 msnm                      |                                                      |                     | Modifica les dades a Wikidata |
|        | annex parroquial de Sant Mateu de Valldevià | Vilopriu                           | annex parroquial  |                         | Sant Mateu de Valldevià                                                                |                                                      |                     | Modifica les dades a Wikidata |
|        | casa consistorial de Vilopriu               | Vilopriu                           | casa consistorial |                         | 42° 06′ 16″ N, 2° 59′ 31″ E / 42.1043841°N,2.9919911°E                                 |                                                      |                     | Modifica les dades a Wikidata |
|        | l'Almoina de Gaüses                         | Vilopriu                           | edifici           | 14th century            | 42° 06′ 03″ N, 2° 57′ 51″ E / 42.100933°N,2.964094°E ca:Al nucli de Gaüses 42 msnm     | bé d'interès cultural bé cultural d'interès nacional |                     | Modifica les dades a Wikidata |
|        | riera de les Arces                          | Vilopriu Colomers                  | curs d'aigua      | Desemboca: Rec del Molí | 42° 06′ 01″ N, 3° 00′ 00″ E / 42.1002°N,2.99999°E                                      |                                                      |                     | Modifica les dades a Wikidata |